# Híres balassagyarmatiak listája
Balassagyarmaton született, vagy a városhoz más miatt kötődő hírességek listája.

## Balassagyarmaton születtek
- Bérczy Károly (1821–1867) író
- Bognár Gyöngyvér (1972) Jászai Mari-díjas színésznő
- Eszményi Viktória (1951) énekesnő
- Fontányi Attila (1970) festőművész[1]
- Garamvölgyi Eszter (1993) Európa-bajnok strandkézilabdázó
- Gáspár László (1979) énekes
- dr. Gombár Endre (1938) egyetemi docens, műfordító
- Gyarmathy Mihály (1908–1996) költő, a Folies Bergeres párizsi kabaré igazgatója, Josephine Baker felfedezője
- Gyarmati László (1921–1980) gyógyszerész, egyetemi tanár
- Hosszu Márton (1894–1953) festőművész
- Jobbágy Károly (1921–1998) költő, műfordító
- Josef Dobrovský (1753–1829) szlavisztika megalapítója, a cseh felvilágosodás nagy alakja
- Jurányi Anna (1947) újságíró, televíziós szerkesztő-riporter, műsorvezető
- Kenessey Albert (1889–1973) orvos, kórházigazgató, eü. főtanácsos
- Kertész Endre (1889–1925) színész
- Kovács Dusán (1975) olimpikon atléta
- Kovács József (1940–2017) bányamérnök, tanbánya-igazgató
- Kövi Pál (1924–1998) agrármérnök, vendéglátóipari szakember, labdarúgó.
- Lévai Sándor (1930–1997) bábművész, báb- és díszlettervező, a Süsü, a sárkány című animációs filmsorozatban Süsü tervezője
- Ligeti Lajos (1902–1987) orientalista, akadémikus
- Lengyel Péter (1950) festőművész
- Málnássy Ferenc (1923–1945) hadnagy
- Magos (Munk) Dezső (1884–1944) építész, tervező-kivitelező
- Markó Iván (1947–2022) koreográfus, táncművész
- Nagy Csilla (1981) irodalomtörténész, kritikus
- Nagy Iván (1824–1898) genealógus, heraldikus, történész
- Niklesz Ildikó (1957) bábművész, színésznő
- Nyéki Lajos (1926–2008) költő, irodalomtörténész
- Oravecz Edit (1961) színésznő
- Palánki Ferenc (1964) római katolikus püspök
- Patassy Tibor (1925–2011) kétszeres Jászai Mari-díjas magyar színész, érdemes művész
- Párkányi Raab Péter (1967) szobrászművész
- Pásztor Máté (1986) színész
- Pintér Ádám (1988) labdarúgó
- Rózsavölgyi Márk (1789–1848) zeneszerző
- Szabó Vladimir (1905–1991) festőművész, grafikus
- Szatmári Orsolya (1975) énekesnő
- Sztranyavszky Sándor (1882–1942) országgyűlési képviselő, főispán, földművelésügyi miniszter
- Telek Balázs (1974–2015) fotóművész
- Tokay Ilona (1907–1988) festőművész
- Udvardy György (1960) római katolikus érsek
- Varga Csilla (1968) festőművész
- Zórád Ernő (1911–2004) képregényrajzoló, festő, grafikus

## Balassagyarmaton éltek vagy élnek
- Badiny Jós Ferenc (1909–2007) katonatiszt, történetíró, nyelvész, sumerológus
- Balassa Menyhért (1511–1568) báró, honti és barsi főispán
- Baranyi Dezső „Rekett” (1909–1962) cigányprímás
- Csikász István (1933–2001) költő, művésztanár
- Deutsch Áron Dávid (1812–1878) ortodox rabbi
- Farkas András (1920–1991) festőművész, művésztanár
- Horváth Endre (1896–1954) grafikus, bankjegy-tervező
- Huszár Aladár (1885–1945) Nógrád-Hont, Esztergom-Komárom vármegye ispánja, majd Budapest főpolgármestere
- Kiss Árpád (1907–1979) neveléstudós, oktatáspolitikus
- Komjáthy Jenő (1858–1895) költő
- Janko Kráľ (1822–1876) szlovák költő
- Madách Imre (1823–1864) drámaíró
- Mikó Zoltán (1910–1945) vezérkari százados, zsidómentő hős
- Mikszáth Kálmán (1847–1910) író
- Réti Zoltán (1923–2018) festőművész
- Ľudovít Štúr (1815–1856) a szlovák irodalmi nyelv megteremtője
- Szabó Lőrinc (1900–1957) költő
- Tildy Zoltán (1889–1961) köztársasági elnök
- Tormay Cécile (1876–1937) író, műfordító

## Balassagyarmat kitüntetettjei

### A város díjai
| Horváth Endre-díj (1986–) | Horváth Endre-díj (1986–) |
| --- | ------------------------- |
| - Farkas András (1986) - Réti Zoltán (1987) - Szabó Vladimir (1988) - Balogh Károly (1989) - Jánossy Ferenc (1990) - Zórád Ernő (1991) - Szederkényi Attila (1992) - Csemniczky Zoltán (1992) - Csikász István (1993) - Pénzes Géza (1993) - Lengyel Péter (1994) - Nagy Márta (1995) - Telek Zoltán (1995) - Telek Balázs (1995) - Martos Zsigmond (1996) - Bacsúr Sándor (1998) - Párkányi Raab Péter (1999) - Kovács Alfonz (2000) - Vagyóczky Károly (2002) - Csonka Erzsébet (2002) - Csonka Gábor (2002) - Lencsés Zsolt (2003) - Varga Ágnes (2004) - Karmann János (2005) - Lakatos László (2006) - Merczel Péter (2007) - Szilcz Marianna (2008) - Petró György (2009) - Kirják Miklós (2010) - Adorján Attila (2011) - dr. Márton Bálint (2011) - Benkő Cs. Gyula (2012) - Tornay Endre András (2013) - Kusnyár Evelin (2015) - Sáros Miklós (2016) - Tornyos Márton (2017) - Csernák Edit (2018) - Németh Árpád (2018) - Czudor Beáta - Siket Marianna |                           |

| - Kamarás József (1993) - Reiter László (1993) - Jagyutt Pál (1995) - Merczel Miklós (1995) - Szilágyi István (1995) - Nagy Iván (1996) - Kovács Ferenc (1996) - Kertész István (1996) - Podlipszky Ervin (1997) - Palóc Kertbarát Kör (1997) - Hemerka Gyula (1998) - dr. Papócsi László (1998) - dr. Krekó József (1998) - Egri István (1999) - dr. Bertalan Ákos (1999) - Oroszlánné Mészáros Ágnes (2000) - dr. Muraközy Ferencné (2000) - Ember Csaba (2000) - Kondás Lajos (2000) - Róka Lajos (2000) - Vagyóczky Károly (2001) - dr. Zeke Lajos (2001) - Koza József (2001) - Csapó Miklós (2002) - Csemniczky Zoltán (2002) - dr. Bocsárszki Istvánné (2002) - dr. Beöthy Klára (2002) - Lengyel Anna (2003) - dr. Kalas Gézáné (2003) - Garami Lajos (2003) - Balassagyarmati Honismereti Kör (2003) - Lengyel Péter (2004) - Sághy Ferenc (2004) - dr. Kren Károly (2004) - Polyák Ferenc (2004) - Komoróczy Csaba (2005) - Specziár Sándor (2005) - Frencsik Pál (2005) - Scholtz Tivadarné Mohácsi Gitta (2005) - Balassagyarmati Dalegylet (2006) - Majdán Béla (2006) - Az 1919. január 29-i harcok hősi halottjai (2006) - Révész László (2006) - Balassagyarmati Kamaraegyüttes (2007) - Láng Mihály (2008) - dr Papp Béla (2008) - Csábi István (2008) - Tibay András (2009) - Civitas Fortissima Kör (2009) - Kunné Kubicza Erzsébet (2009) - Gere József (2009) - Matúz Gábor (2010) - dr. Czimbalmos István (2010) - Tyevicska Árpád (2010) - dr. Wachtler Vilmos (2010) - Vas Ágnes (2011) - dr. Stella Leontin (2011) - Balassagyarmati Egészségvédők Egyesülete (2011) - Kiss László (2011) - Banda Ádám (2012) - dr. Zonda Tamás (2012) - Juhász László (2012) - Paule László (2012) - dr. Ádám Andrásné dr. Szalkai Julianna (2013) - Kalocsay Frigyes (2013) - Tóth Gábor (2014) - Balázs Pál (2014) - Balassagyarmatért Baráti Kör (2014) - Kábel SE férfi kézilabda csapat (2014) - DELTA-TECH Mérnöki Iroda Kft. (2014) - dr. Hausel Sándor (2015) - dr. Kiss Tamás (2015) - Herczeg Hajnalka (2015) - Horthy István (2015) - Sztancsik József (2016) - dr. Szrenka János (2016) - Telek Balázs (2016) - Melo Ferenc (2016) - Csegezi Tamásné Téglás Mária (2017) - Nagy Márta (2017) - dr. Szép József (2017) - Tóth András (2017) - Jakus Julianna (2018) - Gyócsy Géza (2018) - Házy Attila (2018) - ifj. Szakács László (2018) |

| Balassagyarmat Kultúrájáért díj (2004–) |
| --- |
| - Erdődiné Piatrik Valéria (2004) - Bárány István (2005) - Jakus Julianna (2006) - Fogarasi Béla (2007) - dr. Kecskeméthy Gyuláné (2007) - Oroszlánné Mészáros Ágnes (2008) - Matúz Gábor (2009) - Pénzes Géza (2010) - Hegedűsné Jusztin Gizella (2011) - dr. Limbacher Gábor (2012) - Csalogató Együttes (2013) - ifj. Ember Péter (2014) - Deák György (2015) - Franka Beáta (2016) - Balassagyarmati Színkör (2017) - Antal Gusztávné (2018) |

| Balassagyarmat Egészségügyéért díj (2004–) |
| --- |
| - dr. Hatvani László (2004) - Bárányné Koczka Erzsébet (2004) - dr. Beöthy Klára (2005) - dr. Bartal Gábor (2005) - dr. Pomozi Ágnes (2006) - Vincze András (2006) - dr. Tornyos Györgyi (2007) - Bacskó Margit (2007) - Kiss Gyuláné (2008) - Lukács József (2009) - Siklósi Sándorné (2010) - Kalácskáné Jusztin Katalin (2010) - Gyürkyné dr. Páti Ibolya (2011) - Papp Andrásné (2012) - Chikán Tamásné (2013) - dr. Matuz Anna (2014) - dr. Lendvai László (2015) - dr. Szakács Zoltánné dr. Kadosa Ildikó (2016) - Veres Béla (2017) - Pischoffné dr. Repka Piroska (2017) - dr. Gajdos Barnabás (2018) |

| Balassagyarmat Sportjáért díj (2004–) |
| --- |
| - Tillmann Rezső (2004) - Fábri Gábor (2004) - Benkő Péter (2005) - Holes Imre (2005) - Szalai Tamás (2006) - Kovács László (2006) - Honti Attila (2007) - Cseri Péter (2008) - Szabó Béla (2008) - dr. Rózsa Szilveszter (2009) - Komoróczy Csaba (2010) - Schuchmann Attila (2011) - Sztancsik József (2011) - Dósa Eszter (2012) - Tresó Gábor (2013) - Tájékozódási Futó Kovács Család (2014) - Rozmán Vilmos (2015) - Taskó András (2016) - Sebjánné Rabóczki Terézia (2017) - Kovács Sándor (2017) - Erdélyi István (2018) - Takács Csaba (2018) |

| Balassagyarmat Kiváló Pedagógusa díj (2004–) | Balassagyarmat Kiváló Pedagógusa díj (2004–) |
| --- | -------------------------------------------- |
| - Sztancsikné Sebes Katalin (2004) - Görög Imréné (2004) - Ruga Ilona (2004) - Széles Ferencné (2005) - Engelbert Katalin (2005) - Fejes Béla (2005) - Koncsok Zoltánné (2006) - Koplányi Józsefné (2006) - Pozsonyi Anna (2006) - Kanyó Tibor (2006) - dr. Fabókné Tornyos Edit (2007) - dr. Oravecz Lajosné (2007) - Nagyváradiné Bertók Ottilia (2007) - Molnárné Sáfrán Hilda (2008) - Koltányi Tiborné (2008) - Nagyné Barna Orsolya (2008) - Babcsa Józsefné (2009) - Horváthné Szochor Judit (2009) - Seres Ilona (2009) - Benkő Zsoltné (2010) - dr. Bileczné Nyiregyhái Ágnes (2010) - Varga Pálné (2010) - Gaál Endréné (2011) - Fenyőházi Mária (2011) - Pásztor Sándorné (2011) - Kelemen Tiborné (2012) - Csallóné Majoros Erzsébet (2012) - Kopcsányi Ottó (2012) - Hugyecz Jánosné (2013) - dr. Balázs Jánosné (2013) - Fülöp Istvánné (2013) - Pálinkás Zoltánné (2014) - Tresóné Pribeli Erzsébet (2014) - Velkeyné Gréczi Alice (2014) - Lőrik Istvánné (2015) - Csóri Miklós (2015) - Gaálné Versényi Judit (2015) - Farkas Mihályné (2016) - Pintérné Péter Eleonóra (2016) - Jancsó Péterné (2016) - Hanzó Andrásné (2017) - Tátrai Judit (2017) - Pásztor Sándorné (2017) - Szirákiné Imre Katalin (2018) - Lászlóné Bratyinka Katalin (2018) - Harsányi János Elemér (2018) |                                              |

| Balassagyarmat Szociálpolitikájáért díj (2004–) |
| --- |
| - Veres Vendelné (2004) - Kajdy Lászlóné (2004) - Hoffer Miklósné (2005) - Nagy Imréné (2005) - Juhász Józsefné (2006) - Kiss Kálmán (2006) - Molnár Jánosné (2007) - Romhányi Gyuláné (2007) - Percsina Pálné (2008) - Fényes Balázsné (2009) - Guth Melinda (2009) - Beke Jenőné (2010) - Ibrányi Ferencné (2011) - Bacsa Istvánné (2011) - Laczkó Jánosné (2012) - Barnáné Ocsovai Mária (2013) - Záhorszki Attiláné (2014) - Ispán Andrásné (2015) - Szabó Lászlóné (2016) - Márton Hajnalka (2017) - Nagy Mihály (2017) - Dóra Istvánné (2018) - Godáné Újhelyi Mónika (2018) |

| Balassagyarmat Közbiztonságáért díj (2005–) |
| --- |
| - Juhász Frigyes (2005) - Géczi Szabolcs (2006) - Völgyi Gergely (2007) - Gemer Gabriella (2008) - Bándi Zsolt (2009) - dr. Budai István (2010) - Gemer Krsiztián (2011) - Végvári József (2012) - Simon Imre (2013) - Csók Csilla (2014) - Fábián Bertold (2015) - Kajdy Norbert (2016) - Vályiné Taliga Mária Erzsébet (2017) - Havaj László (2018) |

| Balassagyarmat Közösségéért díj (2011–) |
| --- |
| - Bogdán Tibor (2011) - Lukács László és Baross utcai szomszédai (2011) - Sneider Ferenc és a Béri Balogh utcai lakóközösség (2011) - Fazekas János (2012) - Móricz Zsigmond út 5/b lakóközössége (2012) - Bíró János - Jópalócok kereszteződés parkját gondozó lakóközösség (2012) - Klátyik Ferenc (2013) - Hősök tere környékét gondozó közösség tagjai (2013) - Pistyúr József (2014) - Balassagyarmati Palóc Kertbarát Kör (2014) - Palóctáj Méhész és Környezetvédő Egyesület (2014) - Bérczi Józsefet (2015) - Klément Józsefet (2015) - Csernák Józsefné (2015) - Tóth Sándorné (2015) - Palóc Triatlon szervező, rendező csoportja (2016) - FIDO Állatmentő Alapítvány (2016) - Paulikné Pósfai Klára (2017) - Pásztor Sándor (2017) - dr. Bauer Viktor (2017) - Értelmi Fogyatékossággal Élők és Segítőik Országos Érdekvédelmi Szövetsége Nógrád Megyei Közhasznú Egyesülete (2018) - Gondoskodás Közhasznú Egyesület (2018) - Szalézi Oratórium Animátorai (2018) |